# Triblidium octosporum
Triblidium octosporum är en svampart som beskrevs av D. Hawksw. & Coppins 1973. Triblidium octosporum ingår i släktet Triblidium och familjen Triblidiaceae.   Inga underarter finns listade i Catalogue of Life.